# Amusurgus xanthoneurus
Amusurgus xanthoneurus är en insektsart som först beskrevs av Lucien Chopard 1940.  Amusurgus xanthoneurus ingår i släktet Amusurgus och familjen syrsor. Inga underarter finns listade i Catalogue of Life.